# Achyranthes aquatica
Achyranthes aquatica är en amarantväxtart som beskrevs av Robert Brown. Achyranthes aquatica ingår i släktet Achyranthes och familjen amarantväxter. Inga underarter finns listade i Catalogue of Life.